# الغوبينية
الغوبينية، هي حركة أكاديمية وسياسية واجتماعية تشكلت في القرن 19 بألمانيا على أساس أعمال الفرنسي الأرستقراطي آرثر دي غوبينو. من جهة هي حركة مؤيدة للعرقية الجرمانية ومن جهة أخرى هي أيديولوجية معادية للقومية، وخاصة ضد الأمة الفرنسية؛ أثرت الحركة على القوميين والمفكرين الألمان مثل ريتشارد فاجنر وفريدريك نيتشه. وصف المؤرخون الغوبينية بأنها أصبحت شبيهة بالعبادة بحلول نهاية القرن التاسع عشر، مع أتباع أقوياء ومؤثرين، خاصة في حركة رابطة الشعوب الجرمانية.
أنتشرت هذه الحركة بين الجمعيات الفكرية الألمانية، خاصة دائرة بايرويت، وهي الظاهرة التي وصفها والتر تشارلز لانغر بأنها «مجتمعات غوبينو»، تم تكييف الغوبينية لاحقًا من قبل هيوستن ستيوارت تشامبرلين وألفريد روزنبرغ لتشكيل عناصر الفلسفة النازية. تم التأكيد على معاداة السامية عند غوبينو في الغوبينية من أجل تقوية الحركة النازية أيديولوجيًا وقت لاحق.
لقد ترك المؤرخون فجوة فلسفية كبيرة بين تشاؤم غوبينو نفسه، ولا سيما إصراره على رؤيته للآريين الأسطوريين كشعب ضائع ومفقود ، مقابل التفاؤل ومواضيع إعادة حيوية الأتباع وأعضاء الحركة الغوبينية. ويعتقد أن تفريخ الغوبينية استمر في التأثير بشكل كبير على جميع النظريات العرقية المستقبلية لتلك الفترة. استلهم نيتشة مفهوم الإنسان الأعلى من الحركة إلى حد كبير. كما يعتقد بعض المؤرخين أن تأثير الغوبينية كان لا يزال يؤثر على الخطاب العنصري في منتصف القرن العشرين.